# Planell de Soriguera
El Planell de Soriguera és una plana de muntanya del terme municipals de Conca de Dalt, al Pallars Jussà, dins de l'antic terme d'Hortoneda de la Conca i en territori del poble d'Hortoneda.
Està situada al sud-sud-oest d'Hortoneda, al capdamunt i sud-oest de les Costes de la Font de l'Aumetlla, al costat de ponent de l'extrem meridional de la Serra de Cantellet, al nord del Serrat de Cantellet.